# Powiat kopyczyniecki
Powiat kopyczyniecki (do 1925 powiat husiatyński) – jeden z 17 powiatów województwa tarnopolskiego II Rzeczypospolitej. Powiat był administracyjną kontynuacją powiatu husiatyńskiego z czasów austriacko-węgierskich.
Na skutek poważnego zniszczenia Husiatyna w czasie I wojny światowej siedzibę powiatu przeniesiono 1 lipca 1925 roku do Kopyczyniec, a nazwę powiatu zmieniono na kopyczyniecki.
1 kwietnia 1929 do powiatu kopyczynieckiego włączono gminę Soroka z powiatu skałackiego.
1 sierpnia 1934 r. dokonano nowego podziału powiatu na gminy wiejskie.

## Gminy wiejskie w 1934 r.
- gmina Chorostków
- gmina Czarnokońce Wielkie
- gmina Horodnica
- gmina Husiatyn
- gmina Kopyczyńce
- gmina Probużna
- gmina Sidorów
- gmina Suchostaw
- gmina Wasylkowce

## Miasta
- Chorostków
- Husiatyn
- Kopyczyńce

W roku 1921 powiat zajmował powierzchnię 873 km², zamieszkaną przez ok. 85 000 osób.
Według spisu powszechnego z r. 1931, 88,614 mieszkańców powiatu kopyczynieckiego podało następujące języki za ojczyste:

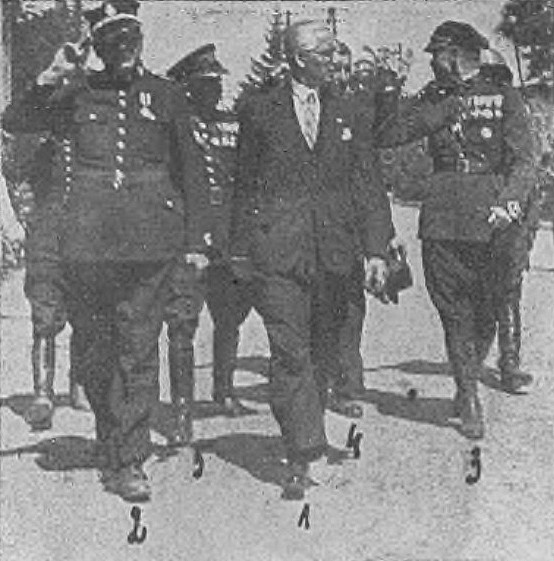
Starosta Piotr Grodecki (w środku, 1937)

- ukraiński 45 196 osób – 51,0%
- polski 38 158 – 43,1%
- żydowski 5164 – 5,8%
- inne 96 – 0,1%

## Starostowie
- Piotr Grodecki (-1939)[4][5][6][7]
- Stanisław Zając (kierownik, od VI 1939)[8]